# Робърт Андерсън
 Тази статия е за английския фехтовчик.  За американския пионер вижте Робърт Андерсън (пионер).  
Робърт Андерсън (на английски: Bob Anderson) пълно име Робърт Джеймс Гилбърт Андерсън (на английски: Robert James Gilbert Anderson) е британски фехтовчик и актьор.
Той е сред най-големите майстори по фехтовка, режисьор и хореограф на бойни сцени от световна величина.

## Биография
Роден е на 15 септември 1922 г. в Госпорт, Хампшър.
Служи в Кралската морска пехота през Втората световна война. Състезава се в отбора по фехтовка на Великобритания на олимпиадата през 1952 г. и на световните първенства през 1950 и 1953 г.
Първото му филмово участие е в „Господарят на Балантри“ заедно с Ерол Флин през 1952 г. Става желан помощник и взима участие във филми като „Не умирай днес“ (от поредицата за „Джеймс Бонд“), „Принцесата булка“, „Легендата за Зоро“ и трилогията „Властелинът на пръстените“.
Тренира много известни актьори за бойни сцени по шпага. Играе ролята на Дарт Вейдър в „Империята отвръща на удара“ и „Завръщането на джедаите“, изпълнявайки бойните сцени в ролята на могъщия сит, а също като офицер от армията на бунтовниците на планетата Хотх.
Умира на 1 януари 2012 г. в болница в Западен Съсекс, Югоизточна Англия, на 89-годишна възраст.